# Estadio Nacional de Varsovia
El Estadio Nacional de Varsovia (en polaco: Stadion Narodowy w Warszawie, denominado actualmente PGE Narodowy por motivos de patrocinio) es un estadio de fútbol de la ciudad de Varsovia, Polonia, ubicado en el terreno del antiguo Stadion Dziesięciolecia (Estadio del X Aniversario). El estadio fue inaugurado oficialmente el 29 de enero de 2012 y es la sede de la selección de fútbol de Polonia.
El estadio tiene un aforo de 58.580 espectadores sentados que le hace el estadio más grande de fútbol en Polonia. Su construcción se inició en 2008 y terminó en noviembre de 2011. Se encuentra en la avenida Zieleniecka en el distrito Praga Południe, cerca del centro de la ciudad. El estadio tiene un techo retráctil de PVC único que se desarrolla a partir de un nido en una aguja suspendido sobre el centro del campo. El techo retráctil es similar al BC Place de Vancouver (Canadá) y el Commerzbank Arena en Fráncfort del Meno (Alemania).
El Estadio Nacional fue el anfitrión del partido inaugural de la Eurocopa 2012, dos partidos de grupo, uno de cuartos de final, y una semifinal del torneo organizado conjuntamente por Polonia y Ucrania. El estadio está equipado con un terreno de juego climatizada, campo de entrenamiento, iluminación de fachadas, techo corredizo y un aparcamiento subterráneo. El coliseo también es objeto de usos múltiples para simplificar la organización de eventos deportivos, culturales, conciertos, conferencias y otros eventos.Fue el escenario de la final de la Europa League de la temporada 2014/15.

## Historia

### Preparativos

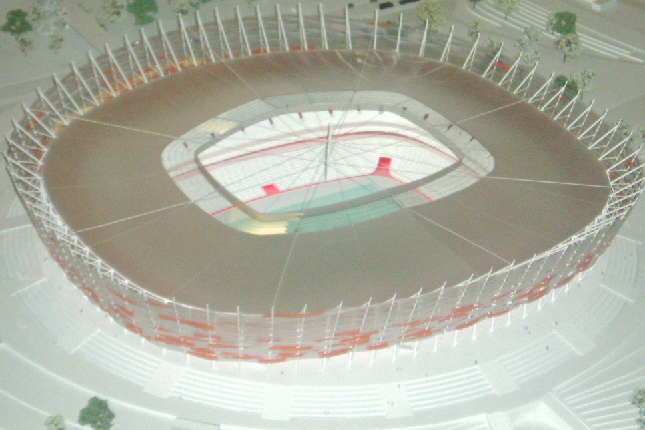
Maqueta del estadio realizada presentada en 2008.

El 1 de febrero de 2008 el consorcio JSK Architects Ltd., GMP - von Gerkan, Marg und Partner Architekten and SBP - Schleich Bergermann und Partner presentó un diseño conceptual (visualización y modelo de la escala) de un nuevo estadio en Varsovia.

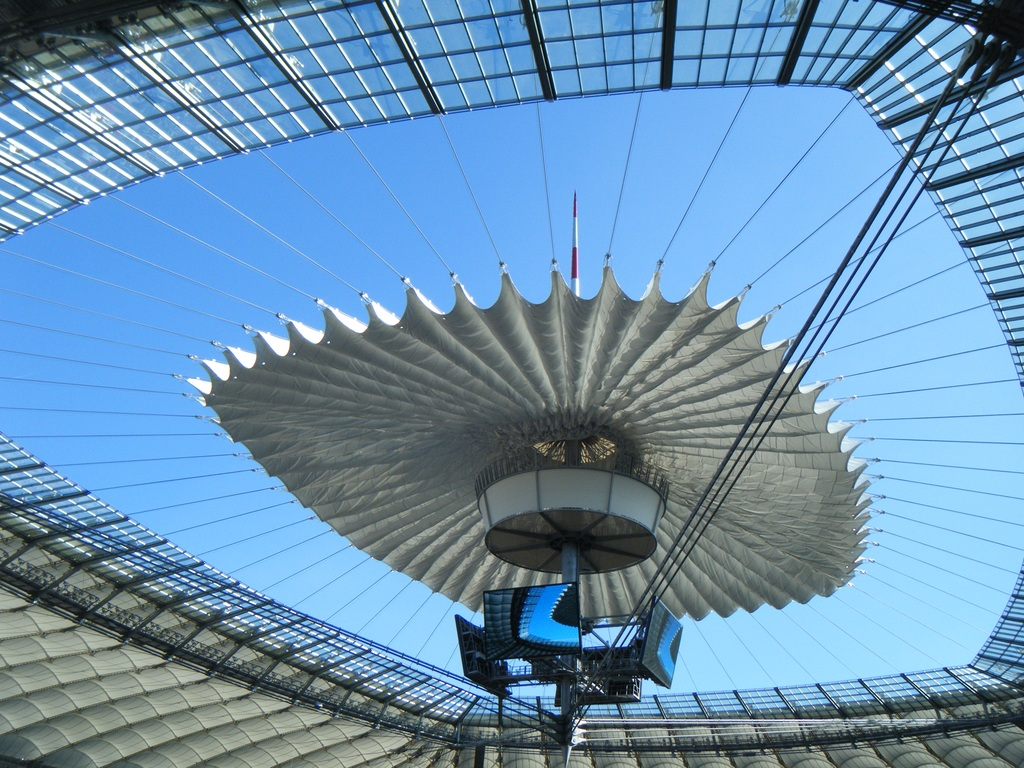
La operación para abrir el techo único.

La primera pre-construcción se comenzó a trabajar el 15 de mayo de 2008. Alrededor de 126 pilotes de hormigón fueron puestos en el suelo de la cuenca de la tribuna del viejo estadio. El 18 de junio de 2008 el National Sports Centre Ltd. presentó los documentos requeridos para obtener licencia de obra al gobernador de Mazovia. La decisión favorable se concedió el 22 de julio de 2008. El 26 de septiembre de ese mismo año se firmó un acuerdo con Pol-Aqua SA para ejecutar la primera etapa de los trabajos de construcción. Pocos días después, el 7 de octubre, comenzó la construcción del estadio.
En el sitio de construcción, cerca del Centro Nacional de Deportes, se instaló una cámara web al aire libre el 31 de octubre de 2008 y todo el mundo pudo seguir el progreso de la construcción del estadio. Desde el comienzo de la segunda etapa de construcción, el 29 de junio de 2009 todo el proceso se puede observar también mediante el uso de la segunda cámara que se instaló en la torre de la rotonda de Washington. Las imágenes de las cámaras todavía están disponibles en los sitios web oficiales del estadio.

### Desarrollo de la construcción
La primera etapa de construcción incluyó la demolición de las estructuras de hormigón del Stadion Dziesięciolecia, la preparación de la tierra, conduciendo unos 7.000 pilotes de hormigón en el suelo, la construcción de 6.700 columnas de hormigón y grava, y la construcción de aproximadamente 900 pilotes de construcción que ahora forman la fundación del estadio.

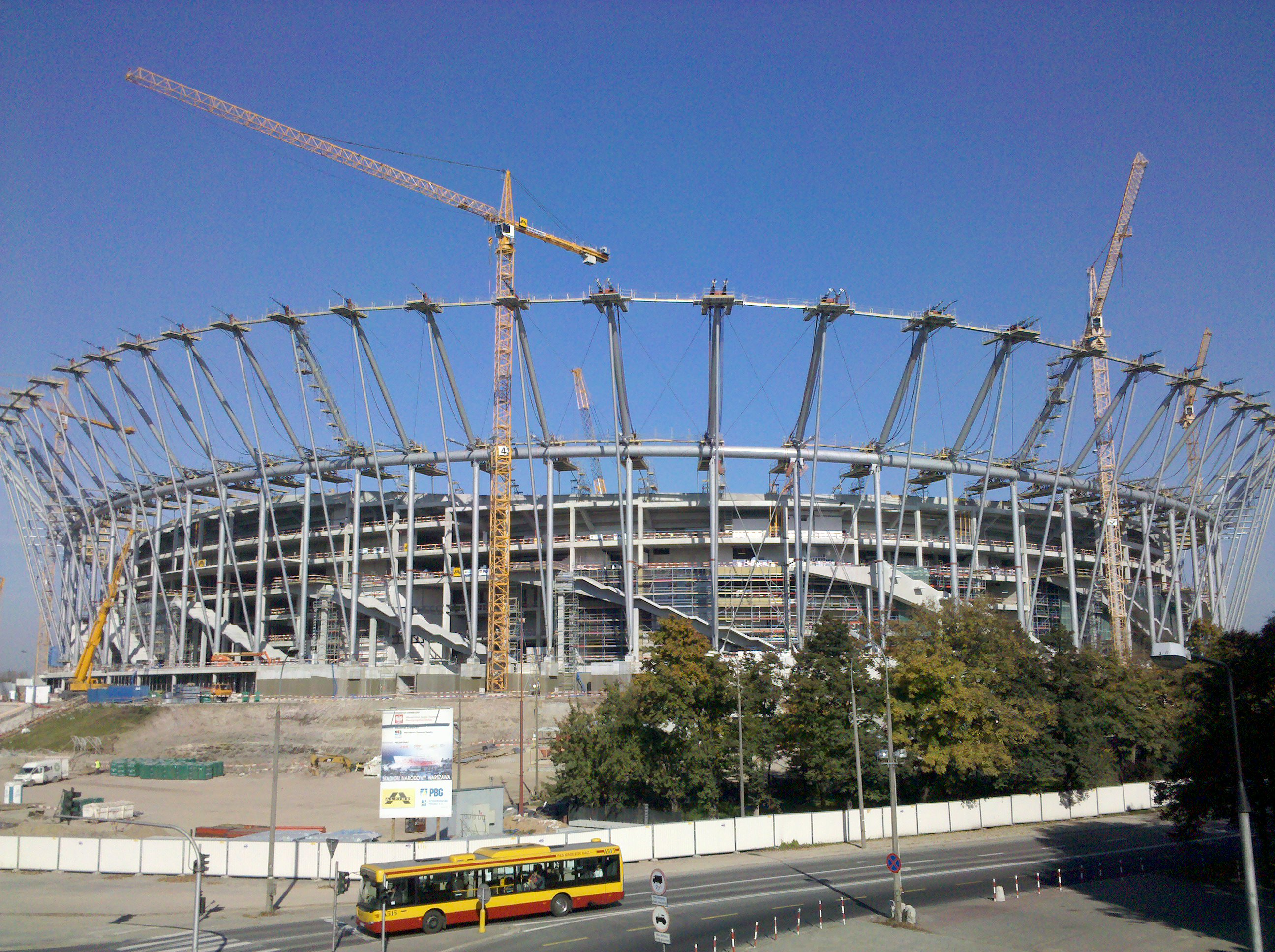
Aspecto del estadio en octubre de 2010.

El 9 de marzo de 2009, el proceso de trillado se completó y, exactamente, un mes más tarde, se abrió el plazo para recibir las ofertas de las empresas que desearan realizar la segunda etapa de la construcción del estadio. La mejor oferta fue presentada por el consorcio de empresas germano austríaco y polaco Alpine Bau Deutschland AG, Alpine Bau GmbH and Alpine Construction Poland Ltd., Hydrobudowa Poland SA and PBG SA y fue por valor de € 1.252.755.008,64 zł.
A finales de septiembre, los primeros elementos de la construcción eran visibles desde fuera del estadio. La piedra angular y una cápsula del tiempo se establecieron durante la ceremonia celebrada el 7 de octubre de 2009. La cápsula del tiempo contiene las banderas de Polonia, la Unión Europea y la ciudad de Varsovia, los periódicos del día, monedas, billetes de banco, y otros artefactos.
A finales de enero de 2010 el primer elemento de la estructura de techo llegó en el lugar de construcción. Este elemento fue uno de los 72 que pasó a formar parte de la estructura de techo de acero masivo. Cada uno de ellos pesa aproximadamente 48 toneladas y mide 12,5 metros de altura. La finalización de la instalación de todos los elementos prefabricados se llevó a cabo el 13 de agosto de 2010, que representan toda la estructura de las tribunas del estadio. Diez días más tarde todas las obras de hormigón se habían terminado.
El 16 de diciembre de 2010 en la sede del Centro Nacional de Deportes tuvo lugar una conferencia de prensa dedicada a la operación "gran impulso", llamada al estadio. La conferencia discutió los principios fundamentales del proceso, una de las operaciones más avanzadas tecnológicamente en el mundo y el primer proyecto de este tipo en Europa. No hubo problemas importantes durante esta operación y el "gran impulso" se terminó el 4 de enero de 2011. En esta ocasión se realizó una ceremonia simbólica en presencia del primer ministro, Donald Tusk, y la alcaldesa de Varsovia, Hanna Gronkiewicz-Waltz.

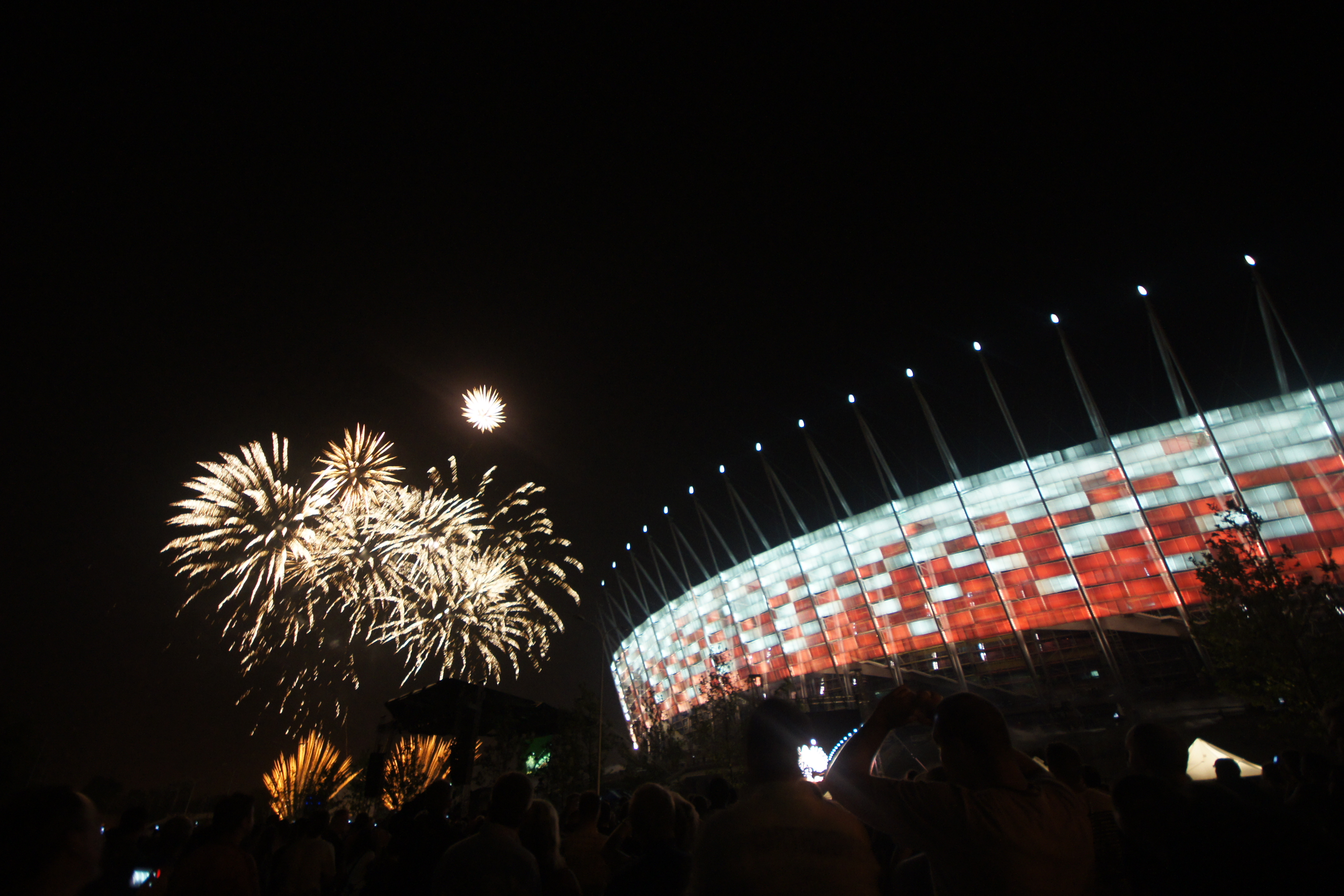
Ceremonia de apertura del estadio.

### Inauguración
El Estadio Nacional fue planeado originalmente para ser completado el 30 de junio de 2011. La apertura del estadio estaba prevista al público el 22 de julio de 2011, mientras que su inauguración oficial se celebraría el 27 de agosto. Debido al curso de la construcción, el evento de inauguración se trasladó a enero de 2012 y sólo la iluminación inaugural de la fachada del estadio se llevó a cabo en agosto. El partido contra Alemania, equipo de fútbol nacional se había programado para ser jugado al 6 de septiembre de 2011, se mudó a Gdansk, debido a que el Estadio Nacional aún no estaba listo.
Las obras de construcción fueron oficialmente concluidas el 29 de noviembre de 2011. Un día después, Rafal Kapler, presidente del Centro Nacional de Deportes, presentó al administrador del terreno una aplicación necesaria para obtener un certificado de ocupación. La ceremonia oficial de inauguración del estadio tuvo lugar el 29 de enero de 2012. El evento fue celebrado con conciertos de famosos polacos como Voo Voo y Haydamaky, Zakopower, Coma, T. Love o Lady Pank y terminó con fuegos artificiales nocturnos. El 10 de febrero de 2012 la instalación de calefacción y sistemas de riego se completaron.

## Características

### Arquitectura
El contratista general del Estadio Nacional fue un consorcio alemán-austríaco-polaco liderado por Alpine Bau e integrado por Alpine Bau Deutschland, Alpine Construction Poland, PBG SA y Hydrobudowa Poland SA. El acuerdo se hizo por triplicado y cuenta con 250 páginas (incluyendo 60 adjuntos). La fecha de finalización se fijó para 24 meses desde la fecha de la firma del contrato. En el proceso de construcción participaron alrededor de 1.200 empleados.

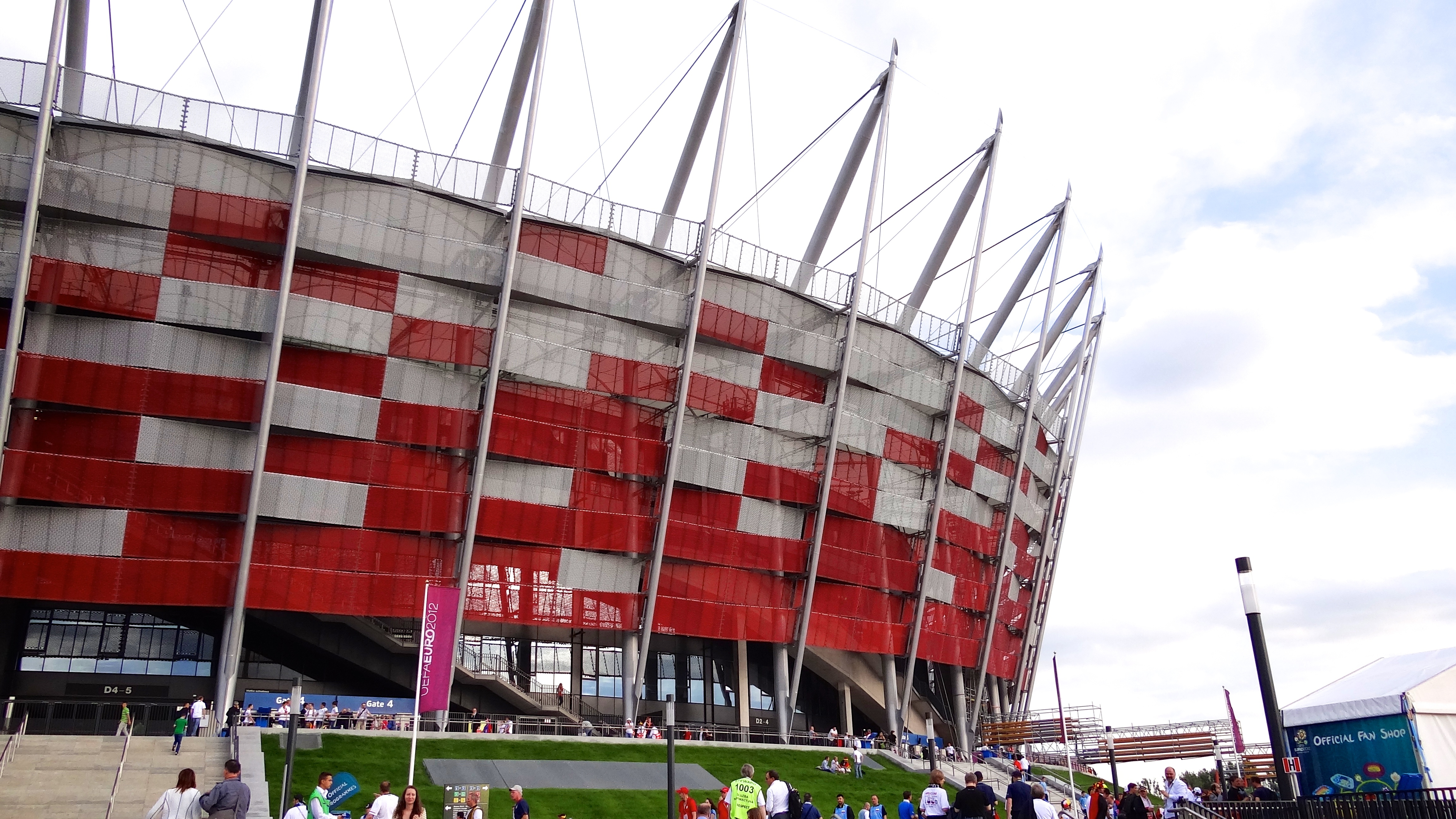
Exterior del estadio.

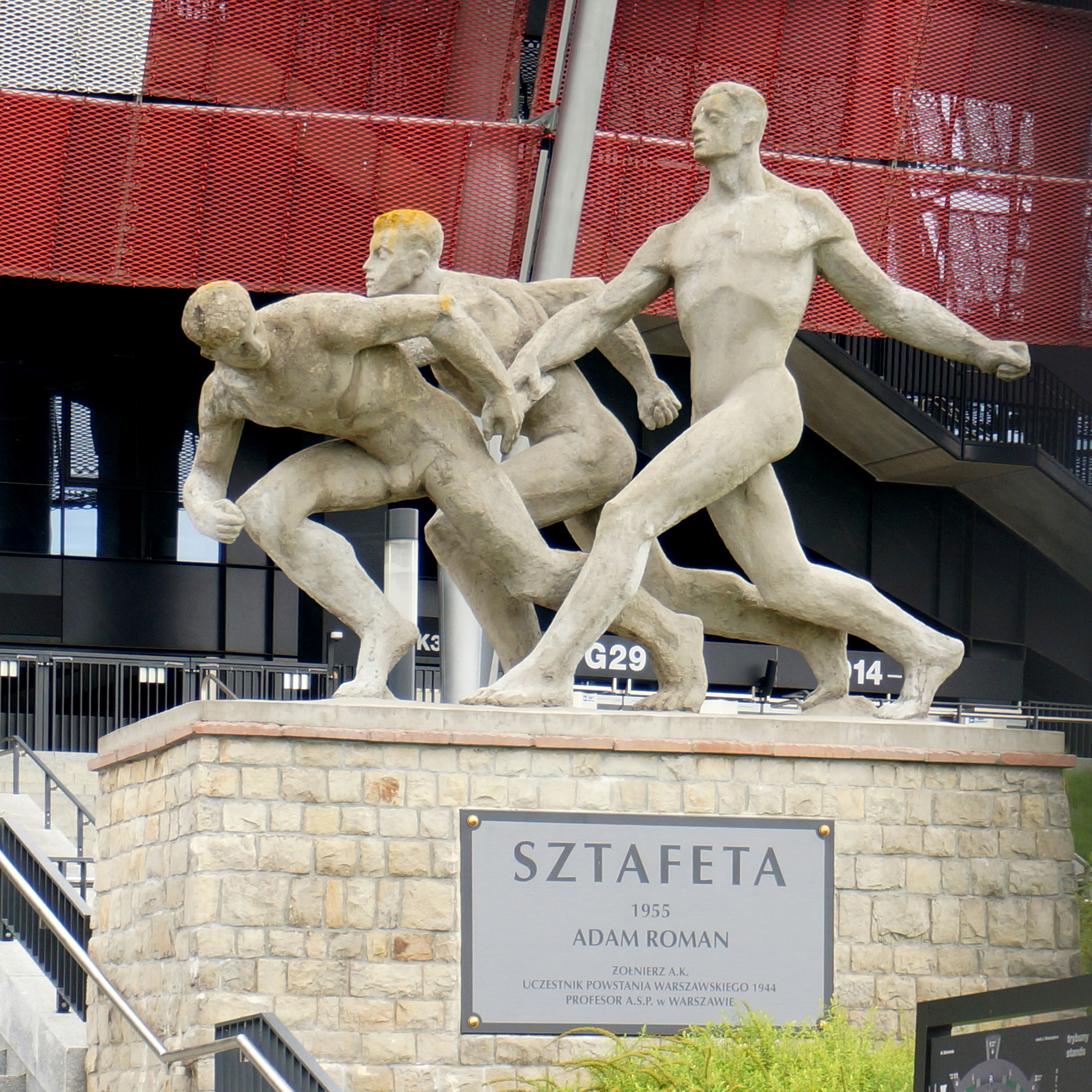

El estadio tiene una capacidad de 58.500 espectadores, todos ellos sentados, durante los partidos de fútbol y hasta 72.900 durante los conciertos y otros eventos (incluyendo 106 sitios para las personas con discapacidad). La cubicación total del estadio (sin techo) es de más de 1.000.000 m² y la superficie total es de 204.000 m². La dimensión de la estructura del techo retráctil es de 240 × 270 m. La longitud total del paseo inferior es 924 metros. La aguja está colgada a una altura de 124 metros sobre el río Vístula y a unos 100 metros por encima del terreno de juego. El estadio cuenta con el mayor centro de conferencias en Varsovia, con capacidad de 1.600 personas, entre ellas 25.000 m² de espacio de oficinas comerciales. El estacionamiento subterráneo tiene capacidad para 1.765 automóviles y se encuentra debajo del terreno de juego. El estadio contiene restaurantes, un gimnasio, un pub y 69 palcos de lujo.
El Estadio Nacional es una instalación polideportiva que permite la organización de eventos deportivos, conciertos musicales y eventos culturales. Además, también sirve como lugar de oficinas, mercado, hotel, punto gastronómico y otros. Como resultado, se espera que alrededor de 2.000 a 3.000 personas visitarán el estadio diariamente.

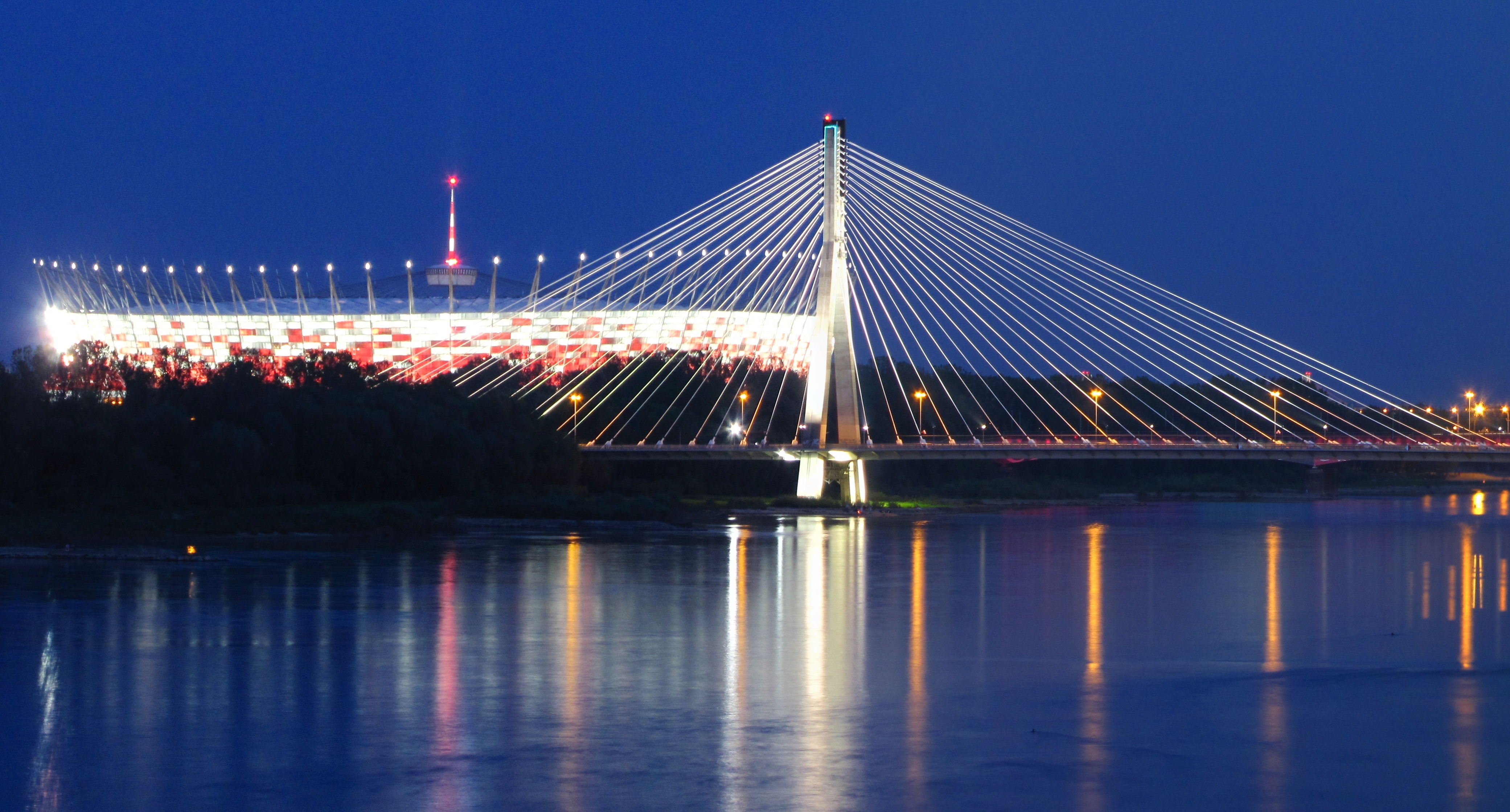
El Estadio Nacional y el puente Most Świętokrzyski desde el Wisła.

### Diseño exterior
La fachada del estadio contiene los colores nacionales polacos, se asemeja a la bandera de Polonia y se compone de los colores plata y rojo. La misma paleta se utiliza para colorear los asientos del estadio. La fachada, una malla pintada que fue importada de España, está cubierta de aluminio en el interior y de vidrio en las elevaciones. El estadio es una estructura abierta, lo que significa la falta de fachada cerrada, por lo que la temperatura del interior del objeto es similar a la temperatura ambiental, a pesar de la construcción del techo cerrado. Este tipo de construcción de la fachada permite la ventilación natural de las habitaciones situadas en las gradas y favorece el acceso de luz natural.
Las elevaciones se extienden en una construcción de gran alcance de tuberías que fueron fabricados en Italia. Esta estructura es totalmente independiente de la construcción de las tribunas de hormigón y es fundamental para el techo del estadio retráctil. Gracias a esto, los diseñadores pueden diseñar libremente el espacio debajo de las gradas.

### Terreno de juego
El estadio está equipado con un terreno de juego con un sistema de calefacción integrado. Durante la organización de eventos como conciertos, el césped debe ser cubierto con un panel especial, que debe ser retirado cinco días después de su instalación, como máximo. La segunda opción, más cara, era la instalación de un campo de hierba en una plataforma flotante especial sólo para los partidos de fútbol.

### Gradas
El diseño del estadio corrió a cargo de los arquitectos JSK liderados por Mariusz Rutz y Zbigniew Pszczulny de GMP, von Gerkan, Marg und Partner y SBP; y Schleich Bergermann und Partner. La estructura se compone de tribunas de dos niveles, superior e inferior, con una capacidad de 58.500 espectadores. Todos los asientos del Estadio Nacional fueron proporcionado por la empresa polaca Forum Seating perteneciente al Grupo Nowy Styl ubicado en Krosno. Hay 900 asientos para los medios de comunicación y prensa, más de 4600 de los llamados "asientos premium" diseñados para los invitados especiales, 106 asientos para las personas con discapacidad y más de 800 plazas en las zonas VIP.

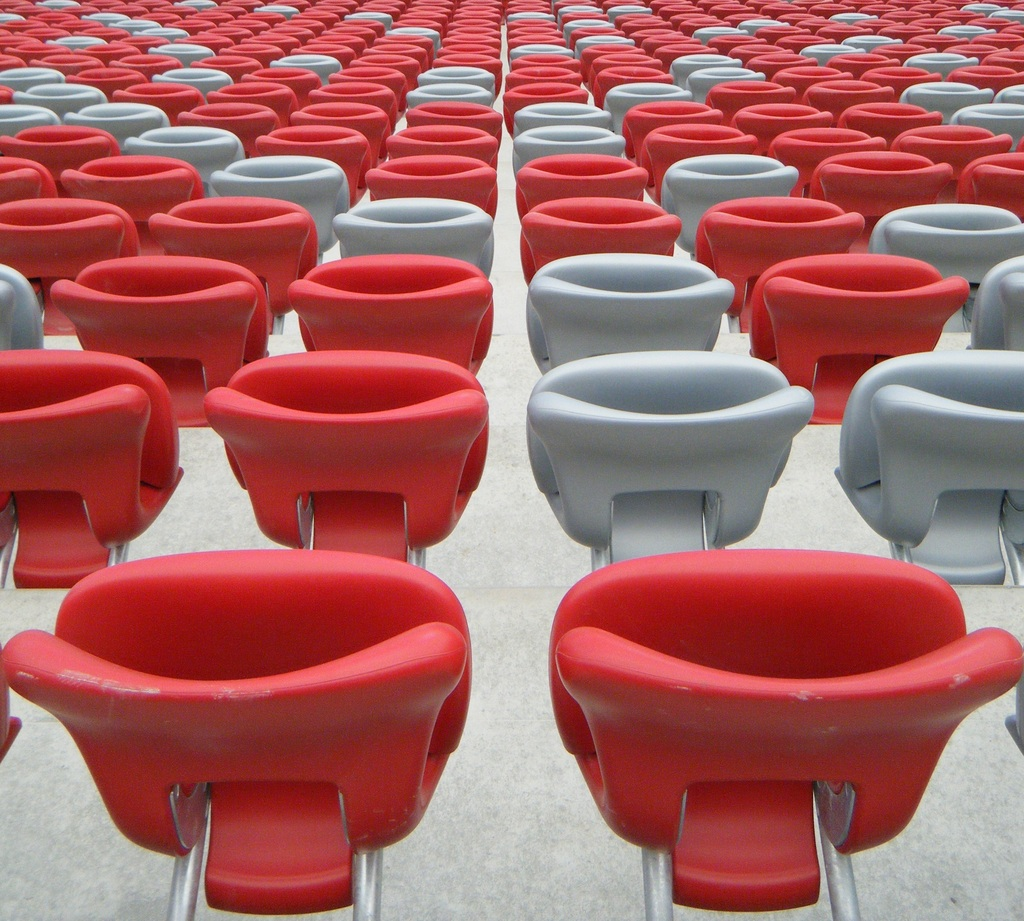
Asientos de plástico con los colores de la bandera polaca en el estadio.

Bajo las gradas se encuentran los vestuarios, salas de conferencias y sala de estar con una superficie total de 130.000 m². El edificio tiene ocho pisos con varias alturas. El punto más alto en los tribunas se encuentra a 41 metros de altura sobre el terreno de juego del antiguo y legendario Stadion Dziesięciolecia, mientras que el punto más alto de la estructura del techo de acero está a 70 metros por encima de ese nivel. El techo no sólo cubre gradas, sino también el terreno de juego.

### Techo retráctil
Parcialmente transparente, el techo retráctil del recinto se hizo en fibra de vidrio cubierta con teflón. Este tipo de material es resistente a los factores climáticos —lluvia, calor del sol y puede contener hasta 18 cm de nieve húmeda— y al pliegue del mismo. La tecnología de producción proviene de la empresa alemana Hightex GmbH. Los elementos textiles se produjeron en Bangkok por la Asia Membrane Co. Ltd.
El proceso de abrir o cerrar el techo tarda unos 20 minutos y solo puede llevarse a cabo sólo a temperaturas superiores a 5 °C. El sistema de accionamiento se utiliza para estirar la membrana durante el proceso de apertura y para plegar el material durante el proceso de cierre del techo. El peso total de acero de los cables que soportan la estructura del techo es de 1.200 toneladas. Bajo el techo hay cuatro pantallas LED colgantes y cada uno de ellas tiene una superficie de 200 m².

## Eurocopa 2012

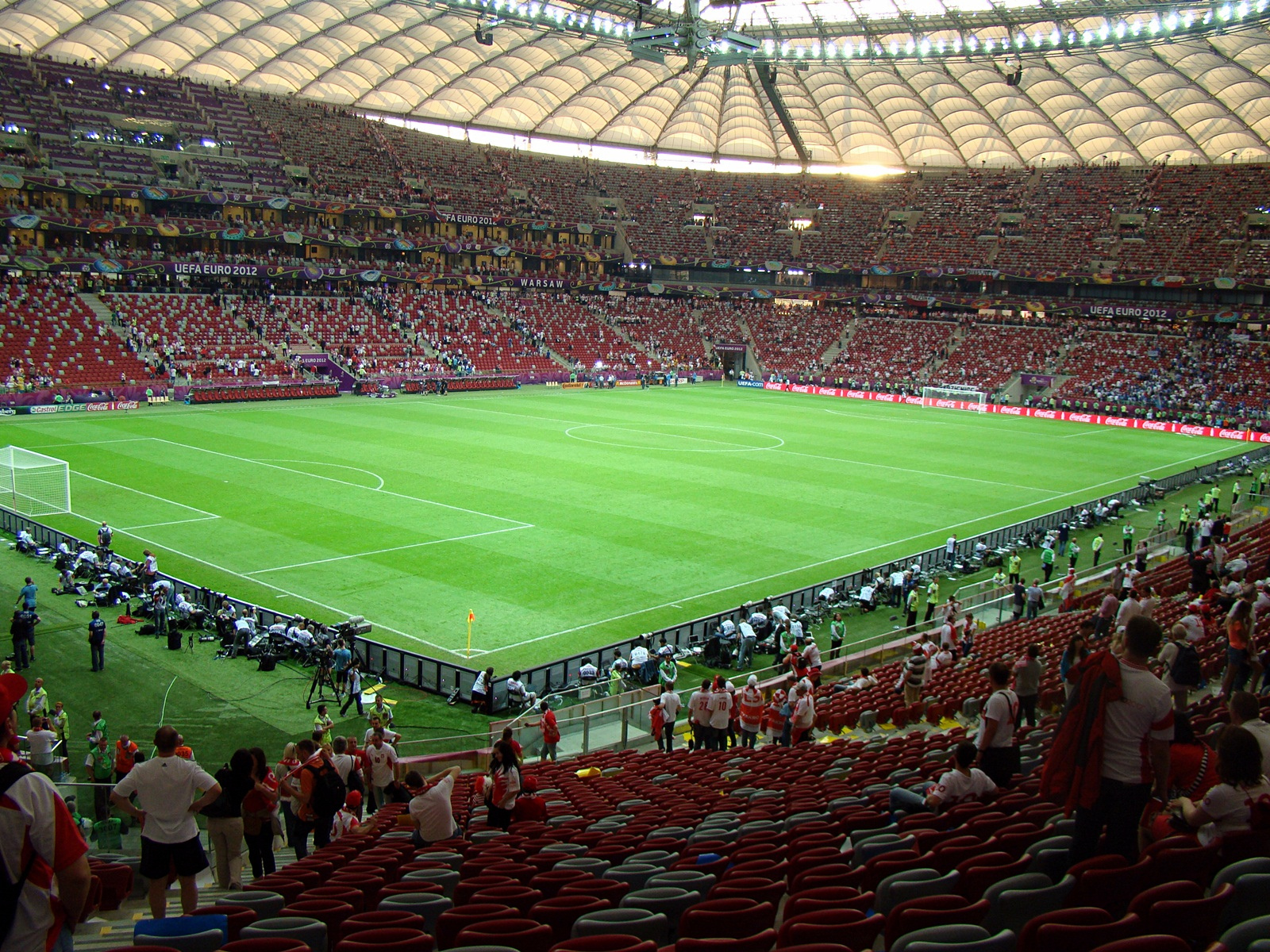
El estadio después del partido inaugural de la Eurocopa 2012 entre Polonia y Grecia.

El Estadio Nacional acogió el partido inaugural, dos partidos de la fase de grupos, un partido de cuartos de final y una semifinal. Los partidos siguientes son los que se jugaron en el estadio durante la UEFA Euro 2012:
| Fecha      | Hora (CET) | Equipo #1       | Res. | Equipo #2 | Ronda            |
| ---------- | ---------- | --------------- | ---- | --------- | ---------------- |
| 2012-06-08 | 18:00      | Polonia         | 1:1  | Grecia    | Grupo A          |
| 2012-06-12 | 20:45      | Polonia         | 1:1  | Rusia     | Grupo A          |
| 2012-06-16 | 20:45      | Grecia          | 1:0  | Rusia     | Grupo A          |
| 2012-06-21 | 20:45      | República Checa | 0:1  | Portugal  | Cuartos de final |
| 2012-06-28 | 20:45      | Italia          | 2:1  | Alemania  | Semifinal        |

## Europa League

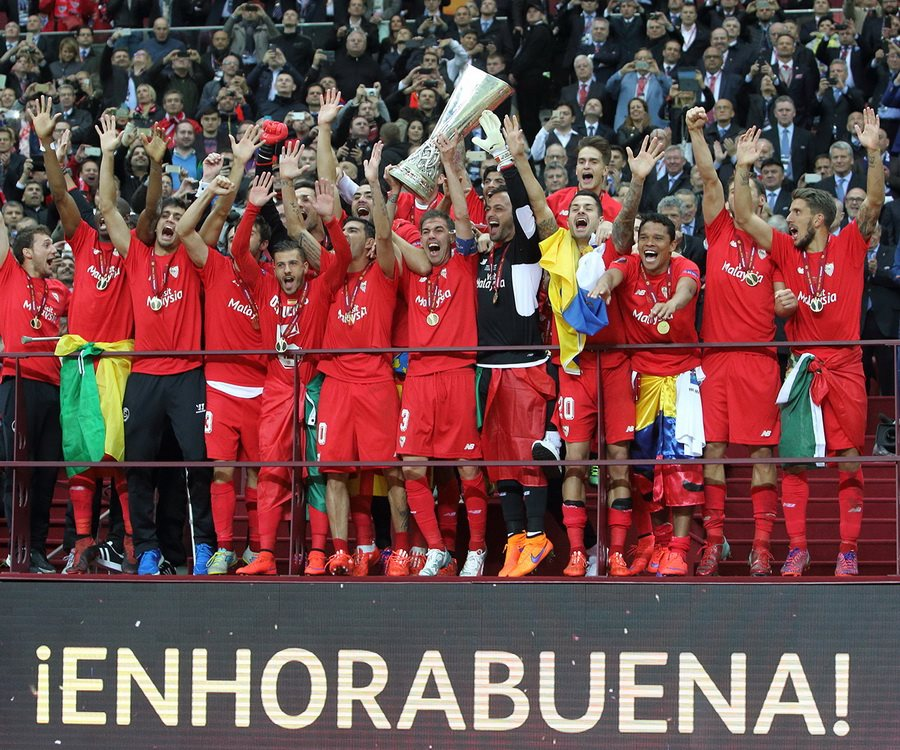
El Sevilla se coronó campeón en esta edición.

En el 2014, el estadio fue escogido como sede de la final de la UEFA Europa League de la edición 2014-15. 
La final se disputaría el 27 de mayo de 2015 entre el club ucraniano Dnipro, que clasificó a la final tras eliminar al Napoli y el Sevilla que goleó a la Fiorentina en semifinales. Finalmente, los "sevillistas" se harían con el título tras vencer en una fuerte final por 3-2 con los goles del polaco Grzegorz Krychowiak y de Carlos Bacca, autor de un doblete, mientras que el Dnipro descontó el marcador gracias a Kalinić y Ruslan Rotan.
La final tuvo un estimado de 45.000 espectadores.

## Supercopa de la UEFA 2024

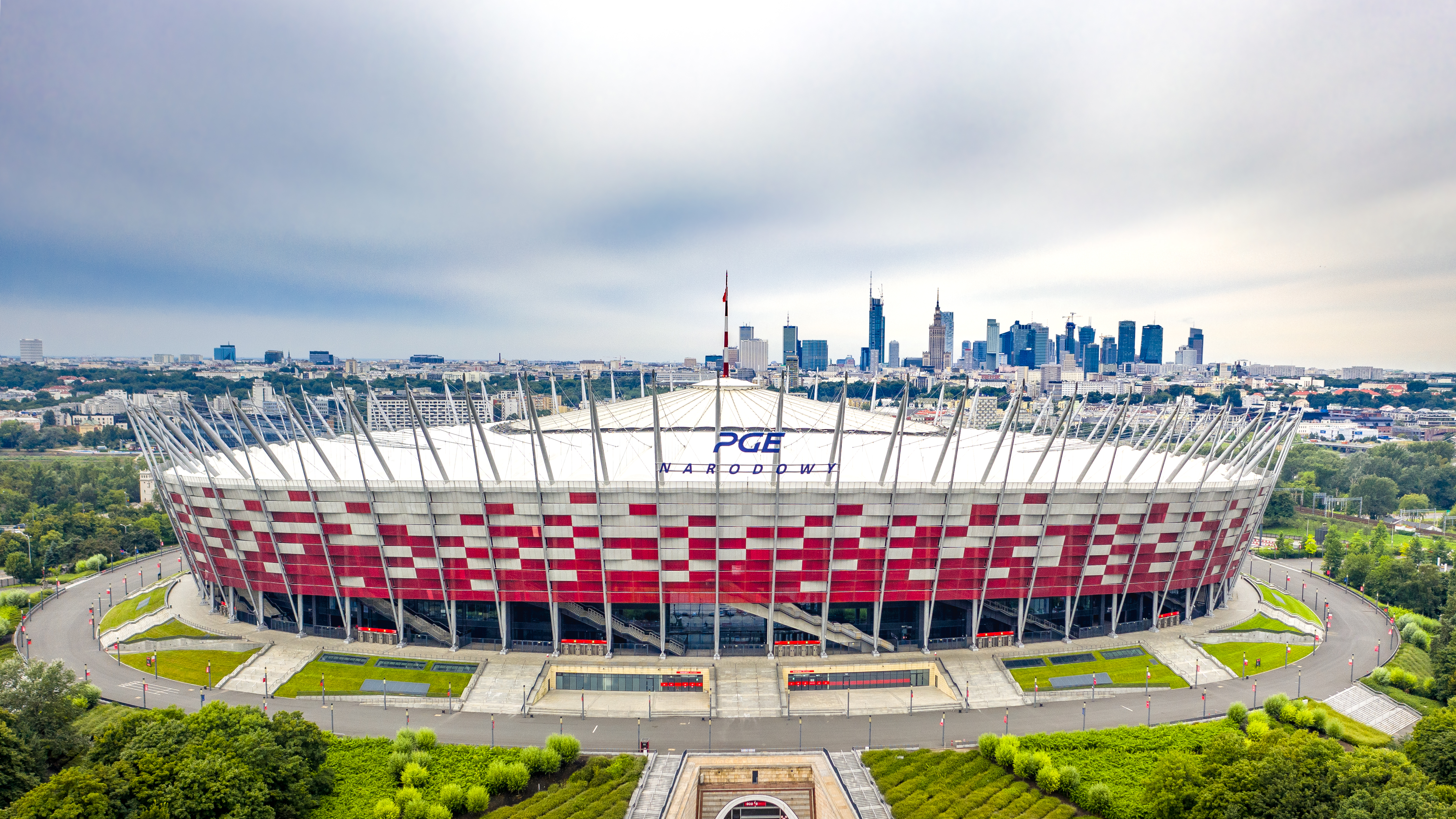
El estadio nacional con vistas al centro de la ciudad.

La Supercopa de la UEFA 2024 enfrentará al ganador de la UEFA Europa League, el Atalanta, y al vencedor de la final de la UEFA Champions League el Real Madrid el miércoles 14 de agosto.